# Hello (아델의 노래)
〈Hello〉는 영국의 가수, 싱어송라이터 아델의 노래이다. 아델의 세 번째 정규 앨범 《25》의 리드 싱글로서, 2015년 10월 23일 XL 레코딩스를 통해 발매되었다. 아델은 그렉 커스틴과 함께 프로듀서를 맡아 공동 작곡했다. 〈Hello〉는 소울의 영향을 받은 피아노 발라드 곡이다. 가사의 주제는 그리움과 후회에 대한 것이다. 노래가 발매되고 나서 음악 평론가들로부터 좋은 평가를 받았는데, 이전 작품과 비교해 가사, 보컬적인 부분에서 특히 좋은 평을 받았다.
〈Hello〉는 영국, 미국을 포함해 28개 국가에서 1위에 오르며 성공을 거뒀다. 영국에서 〈Someone like You〉 이후 두 번째로 1위에 올랐으며, 지난 3년 동안 첫 주에 가장 많은 판매량을 기록했다. 미국 빌보드 핫 100에서도 정상으로 데뷔했다. 아델의 네 번째 미국 1위곡이 되었으며, 한 주에 100만 건 이상의 판매량을 기록하는 등 각종 기록을 갱신했다.
뮤직비디오의 감독은 자비에 돌란, 아델, 트리스탄 와일즈가 공동으로 맡았다. 뮤직비디오가 공개되자 24시간 만에 2,770만 건의 조회수를 기록했는데, 종전 테일러 스위프트의 〈Bad Blood〉가 기록한 2,010만 건의 조회수를 넘어 새로운 기록을 수립했다. 또한 마일리 사이러스의 〈Wrecking Ball〉을 꺾고 최단기간 1억 건의 조회수라는 기록도 세웠다.
제59회 그래미상 시상식에서 올해의 노래와 올해의 레코드상을 받았으며, "Hello"가 수록된 앨범 25 또한 올해의 앨범상을 수상했다.

## 뮤직비디오
캐나다의 영화감독 자비에 돌란이 뮤직비디오 감독을 맡았다. IMAX 카메라로 찍은 최초의 뮤직 비디오이다. 미국의 배우 트리스턴 와일즈가 아델의 헤어진 연인을 연기했다. 뮤직비디오 공개 첫 24시간 동안 유튜브 2770만 조회 수를 기록해, 종전 1위였던 테일러 스위프트의 "Bad Blood"의 기록을 꺾고 신기록을 세웠다.

## 차트
| 차트 (2015)                         | 최고 순위 |
| ----------------------------------- | --------- |
| 오스트레일리아 (ARIA)               | 1         |
| 오스트리아 (Ö3 오스트리아 탑 40)    | 1         |
| 벨기에 (울트라탑 50 플랑드르)       | 1         |
| 벨기에 (울트라탑 50 왈로니아)       | 1         |
| 브라질 (빌보드 브라질 핫 100)       | 61        |
| 캐나다 (캐나디안 핫 100)            | 1         |
| 캐나다 AC (빌보드)                  | 1         |
| 캐나다 CHR/탑 40 (빌보드)           | 1         |
| 캐나다 핫 AC (빌보드)               | 1         |
| 크로아티아 (에어플레이 라디오 차트) | 3         |
| 콜롬비아 (내셔널리포트)             | 34        |
| 콜롬비아 탑 20 싱글 (모니터 라티노) | 3         |
| 체코 (IFPI)                         | 8         |
| 덴마크 (트랙리슨)                   | 1         |
| 유로 디지털 송 (빌보드)             | 1         |
| 핀란드 (수오멘 비랄리넨 리스타)     | 1         |
| 프랑스 (SNEP)                       | 1         |
| 독일 (미디어 컨트롤 AG)             | 1         |
| 그리스 디지털 송 (빌보드)           | 1         |
| 헝가리 (라디오 탑 40)               | 6         |
| 헝가리 (싱글 Top 40)                | 1         |
| 아일랜드 (IRMA)                     |           |
| 이스라엘 (미디어 포레스트)          | 1         |
| 이탈리아 (FIMI)                     | 1         |
| 일본 (재팬 핫 100)                  | 29        |
| 레바논 (OLT 20)                     | 1         |
| 룩셈부르크 디지털 송 (빌보드)       | 1         |
| 멕시코 (AMPROFON)                   | 2         |
| 네덜란드 (네덜란드스 탑 40)         | 1         |
| 네덜란드 (싱글 톱 100)              | 1         |
| 뉴질랜드 (레코드 뮤직 NZ)           | 1         |
| 노르웨이 (VG-리스타)                | 1         |
| 폴란드 (폴란드 에어플레이 탑 20)    | 3         |
| 포르투갈 디지털 송 (빌보드)         | 1         |
| 스코틀랜드 (오피셜 차트 컴퍼니)     | 1         |
| 슬로바키아 (IFPI)                   | 8         |
| 슬로베니아 (슬로탑50)               | 1         |
| 대한민국 (가온)                     | 3         |
| 대한민국 국외 (가온)                | 1         |
| 스페인 (푸로무시카에)               | 1         |
| 스웨덴 (스베리예토프리스탄)         | 1         |
| 스위스 (슈바이처 히트파라데)        | 1         |
| 영국 싱글 (오피셜 차트 컴퍼니)      | 1         |
| 미국 빌보드 핫 100                  | 1         |
| 미국 어덜트 컨템포러리 (《빌보드》) | 1         |
| 미국 어덜트 탑 40 (《빌보드》)      | 1         |
| 미국 팝 송 (《빌보드》)             | 1         |

## 인증 및 판매량
| 국가                                                                                         | 인증        | 판매량/출하량 |
| -------------------------------------------------------------------------------------------- | ----------- | ------------- |
| 오스트레일리아 (ARIA)                                                                        | 6× 플래티넘 | 420,000       |
| 덴마크 (IFPI Danmark)                                                                        | 2× 플래티넘 | 120,000^      |
| 벨기에 (BEA)                                                                                 | 3× 플래티넘 | 60,000        |
| 캐나다 (뮤직 캐나다)                                                                         | 6× 플래티넘 | 480,000*      |
| 독일 (BVMI)                                                                                  | 플래티넘    | 400,000       |
| 이탈리아 (FIMI)                                                                              | 4× 플래티넘 | 200,000       |
| 스페인 (PROMUSICAE)                                                                          | 2× 플래티넘 | 80,000        |
| 뉴질랜드 (RMNZ)                                                                              | 4× 플래티넘 | 0*            |
| 영국 (BPI)                                                                                   | 2× 플래티넘 | 1,200,000     |
| 미국 (RIAA)                                                                                  | 6× 플래티넘 | 3,712,000     |
| *판매량을 기반으로 한 인증 · ^출하량을 기반으로 한 인증 · 판매량+스트리밍을 기반으로 한 인증 |             |               |

## 같이 보기
- 유튜브 최다 조회수 영상 목록